# Karel Vacek (skladatel)
Karel Vacek (21. března 1902 Liberec – 18. srpna 1982 Praha) byl český hudební skladatel českých lidovek. Je autorem písní jako je tango Cikánko ty krásná a Nikdy se nevrátí pohádka mládí.

## Stručný životopis

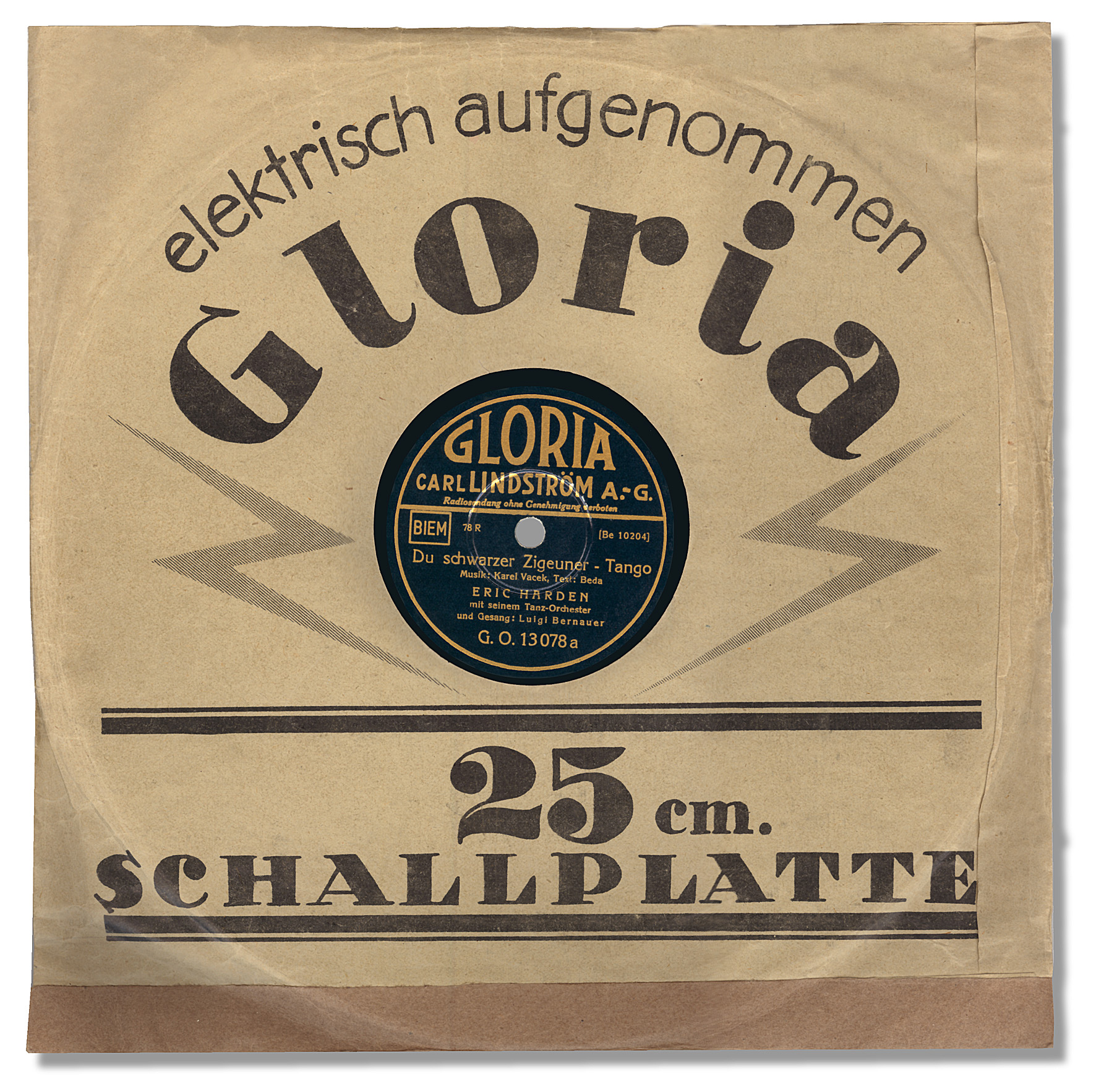
Tango Du schwarzer Zigeuner

Narodil se v liberecké Perlové ulici čp. 232 v rodině truhláře a muzikanta (v den jeho narozenin se v jeho rodišti scházejí jeho obdivovatelé s gramofonem na kliku, aby si připomněli jeho nejznámější písně). Někdy v letech 1909–1910 se s rodiči přestěhoval do Prahy, kde se naučil mimo jiné hrát na housle, klarinet, trubku, lesní roh a kontrabas a již od svých patnácti let hrál v pražských lidových kapelách. Díky své nástrojové mnohostrannosti byl vyhledávaným muzikantem také ve Vysokém Veselí, kde pracoval od roku 1917 jako dělník. Po válce byl přijat na pražskou konzervatoř, ale z existenčních důvodů si studium nemohl dovolit. Své znalosti rozšířil v letech 1919–1924 během své vojenské služby u vojenské hudby v různých posádkách.
Roku 1925 se zúčastnil s českým cirkusovým orchestrem zájezdu do Francie. Ve Francii na čas zůstal a vystupoval v rámci československé exposice na Světové výstavě dekorativního umění. Po návratu do Prahy hrál jako trombonista v orchestru kina Lucerna. Potom vystřídal několik souborů, které hrály tehdy novou jazzovou hudbu (např. orchestr Harryho Hardena).
V roce 1928 se v Břevnově oženil s modistkou Julií Riegerovou.
V sezóně 1929 se dostal do kvintetu Melody Boys R. A. Dvorského, který účinkoval v kavárně Rokoko. Tady začal Karel Vacek skládat své písničky. V roce 1931 napsal tango Cikánka, které mu přineslo úspěch i v zahraničí. Následovaly další populární skladby jako Nikdy se nevrátí pohádka mládí (1932), Marná láska (1933) nebo trampské Pojď, kamaráde (1932) či Táboráku plápolej (1932). Trvalé místo v české populární hudbě pak Vackovi zajistily především jeho lidové polky, valčíky a pochody (Hej, panímámo, Šumařinka aj.). 
Po třech letech ho Jaroslav Ježek přijal jako sólistu na trumpetu do orchestru Osvobozeného divadla, roku 1938 se však vrátil ke Dvorskému. Za druhé světové války vedl vlastní orchestr, se kterým objížděl česká města a v kavárně Pasáž hrál i koncertní repertoár. Vlastního hraní zanechal v roce 1956, od té doby se věnoval už jen skládání a občasnému dirigování. Byl stále aktivní - radil a pomáhal různým amatérským souborům, cestoval za nimi často mnoho kilometrů. 
Roku 1981 mu byl udělen titul národní umělec. Během svého života složil téměř devadesát polek, valčíků a jiných skladeb. Pohřben je v Praze na Vyšehradském hřbitově.
V Praze 13 je po něm pojmenována ulice – Vackova.

## Citát
| „                  | S Karlem Vackem jsme byli velcí kamarádi. On byl sice pravověrný sparťan, já zase slávista, ale to nám vůbec nevadilo. Nás totiž spojovala hezká muzika, písničky, Karel skládal i krásné skladby do filmu. Několikrát se objevil i na filmovém plátně. Třeba ve slavném filmu "Kristián" z roku 1939 ho vidíme hrát v orchestru R. A. Dvorského...Málokdo ví, že Vacek hrával zadarmo, peníze dostávali jen jeho muzikanti. Těm dokonce ze svého kupoval hudební nástroje. Inu, byl velmi uznalý. Ačkoliv sám se stal výborným zpěvákem, dokázal uznávat i jiné. | “ |
| — Standa Procházka | |   |

## Dílo, výběr
- Venkovská
- Láska nehněvaná
- Bezejmenná
- Lesácká
- Koryčanská

## Skladby

### Práce s kapelami
- Predehara, (1956)
- Cikánka, tango
- Pictures of a Countryside, ouverture
- Pohádka mládí (nizozemsky - Sprokjesachtige Jeugd), tango
- Rhapsodie
- Suvenýr
- Táboráku plápolej, waltz
- V podlesí
- Zítra snad, tango

#### Pochody
- Bříza zelená, polka
- Čtyři páry bílejch koní, polka
- Zůstaň tu s námi, muziko česká, polka

#### Polky
- Ale ne ale ne
- Frajerka
- Fůra slámy
- Hů a hů
- Hej paní mámo
- Kalná voda
- Karlův most
- Můj tatíček
- Proč nezůstane slunce stát
- Štěstí na rozcestí
- Šumařinka
- U našich kasáren
- V podlesí
- Venkovská
- Za rok za dvě léta

#### Valčíky
- Černá noc, (1972)
- Poslední korunu mám, (1974)
- Až se jednou potkáme
- Dřív než se rozloučím
- Láska nehněvaná
- Malá písnička
- Panenko modrooká
- Skřivánek zpíval
- Tichou dědinou